# Stronghold Legends
Stronghold Legends је стратегија у реалном времену из Фајрфлај Студија. Прати серијал Stronghold и Stronghold 2.
За разлику од других Stronghold игара, Legends нуди другачије улоге из сасвим другачијих армија (укључујући и Краља Артура и витезе округлог стола, Грофа Дракуле и Сигфрида из Немачке). Нове опције укључују игру против компјутерског противника. Такође по први пут могу се изабрати различити типови игара као што су: краљ брда, економски рат, или заузети заставу.